# Lisstjärnen
Lisstjärnen är en sjö i Falu kommun i Dalarna och ingår i Dalälvens huvudavrinningsområde. Sjön har en area på 0,0557 kvadratkilometer och ligger 203,3 meter över havet.
I tjärnen finns mört, ruda, abborre och gädda. Avrinning mot Rogsjön.

## Delavrinningsområde
Lisstjärnen ingår i delavrinningsområde (673578-148798) som SMHI kallar för Utloppet av Rogsjön. Medelhöjden är 197 meter över havet och ytan är 61,25 kvadratkilometer. Räknas de 16 avrinningsområdena uppströms in blir den ackumulerade arean 190,31 kvadratkilometer. Rogsån (Fjällgrycksån) som avvattnar avrinningsområdet har biflödesordning 4, vilket innebär att vattnet flödar genom totalt 4 vattendrag innan det når havet efter 235 kilometer. Avrinningsområdet består mestadels av skog (62 procent). Avrinningsområdet har 18,01 kvadratkilometer vattenytor vilket ger det en sjöprocent på 29,4 procent. Bebyggelsen i området täcker en yta av 0,36 kvadratkilometer eller 1 procent av avrinningsområdet.